# Aplidium ritteri
Aplidium ritteri är en sjöpungsart som först beskrevs av Sluiter 1895.  Aplidium ritteri ingår i släktet Aplidium och familjen klumpsjöpungar. Inga underarter finns listade i Catalogue of Life.